# Belvisia abbreviata
Belvisia abbreviata là một loài dương xỉ trong họ Polypodiaceae. Loài này được Hovenkamp & Franken mô tả khoa học đầu tiên năm 1993.
Danh pháp khoa học của loài này chưa được làm sáng tỏ. 